# Williams lista
Williams lista är en svensk humorserie från 2012. Serien har visats på SVT Humor och handlar om den unge William Spetz i en överdriven version av hans liv. I serien träffar han tjejen Sara och blir kär i henne. William har också grannen Lennartson som han avskyr. Spetz har tidigare gjort sig känd för sin videoblogg lillabloggen på Youtube. Serien är skriven och regisserad av Thobias Hoffmén, och producerad av ART89 för SVT. Spetz har även själv varit med och arbetat fram manus.
Serien var nominerad till Ikarospriset 2012 inom kategorin årets humor av 2012 års produktioner.
Sommaren 2013 kom Williams lista 2 ut.

## Handling
William är hemma under sommarlovet då hans familj rest bort och gått med på att låta honom vara ensam kvar. William har en lista med saker han måste göra. Bland annat ska han uppleva en sommarromans. Han bestämmer sig för att det ska bli med Sara, som är hans granne, skolkamrat och själsfrände, fast hon inte vet om det själv än. Enligt listan ska han också bland annat sommarjobba och bli en hjälte.

## Om William
William Spetz spelar huvudrollen och flera biroller i serien som är en slags fortsättning på hans egenproducerade videoblogg lillabloggen. En uppföljare till Williams lista kom sommaren 2013.

### Fotnoter
1. ↑  ”Ikarosnomineringar till 2012 års produktioner”. Publicserviceklubben. Arkiverad från originalet den 30 juni 2013. https://archive.is/20130630044157/http://publicserviceklubben.com/2013/04/19/de-nominerade-ar-2/. Läst 5 november 2013.

### Övriga källor
- TT Spektra (14 september 2012). ”Youtube-talang får eget tv-program”. Dagens Nyheter. http://www.dn.se/kultur-noje/film-tv/youtube-talang-far-eget-tv-program. Läst 16 december 2012.
- Lars Lindström (12 oktober 2012). ”Mediesvenskar, "Vad har Lisa Tellbe, Pewdiepie, Anton Perlkvist, William Spetz och Thunderhumor gemensamt?"”. Expressen. Arkiverad från originalet den 15 september 2014. https://web.archive.org/web/20140915205319/http://bloggar.expressen.se/lars/2012/10/vad-har-lisa-tellbe-pewdiepie-anton-perlkvist-william-spetz-och-thunderhumor-gemensamt/mediasvenskar/. Läst 16 december 2012.
- Erik Wirkensjö (20 september 2012). ”Seriestart för Williams lista”. GP. Arkiverad från originalet den 25 juli 2014. https://web.archive.org/web/20140725170517/http://www.gp.se/kulturnoje/2.274/1.1069519-seriestart-for-williams-lista. Läst 16 december 2012.